# إيفان بارلوف
إيفان بارلوف (3 أبريل 1984 بزغرب في كرواتيا - ) هو لاعب كرة قدم كرواتي في مركز الوسط. شارك مع منتخب كرواتيا تحت 19 سنة لكرة القدم ومنتخب كرواتيا تحت 21 سنة لكرة القدم. أما مع النوادي، فقد لعب مع أبولون ليماسول ونادي دينامو زغرب ونادي زغرب ونادي سيغيستا وهرفاتسكي دراجوفولجاك ‏ ونادي ماترسبرغ ونادي سلافن بيلوبو.

## روابط خارجية
- إيفان بارلوف على موقع اتحاد كرواتيا (الكرواتية)
- إيفان بارلوف على موقع قاعدة بيانات كرة القدم.إي يو (الإنجليزية)
- إيفان بارلوف على موقع Soccerway.com (الإنجليزية)
- إيفان بارلوف على موقع عالم كرة القدم.نت (الإنجليزية)